# ریسک (بازی)
ریسک (انگلیسی: Risk) عنوان یک بازی تخته‌ای فکری در سبک راهبردی است که شامل دیپلماسی و بازی جنگ است و توسط دو تا شش بازیکن بازی می‌شود.
این بازی در سال ۱۹۵۷ توسط نویسنده و فیلم‌ساز فرانسوی آلبرت لاموریس طراحی و ساخته شد. دو سال بعد از اختراع آن شرکت برادران پارکر این بازی را خریداری کرد و با اعمال تغییراتی در قوانین و ساختار بازی، آن را با نام «ریسک، بازی سلطه بر جهان» روانه بازار کرد.
بازی ریسک حاوی یک نقشه از دنیا، ۴۲ عدد کارت، تعداد زیادی مهره و پنج تاس است.
هدف اصلی در بازی ریسک، سلطه پیدا کردن بر کل جهان است. برای رسیدن به این هدف بازیکن باید نیروهای دشمن را از روی صفحه بازی حذف کند و تمام کشورهای روی نقشه بازی را به تصرف خود درآورد. هر کدام از بازیکنان، ارتش‌هایی را به سوی سرزمین‌های دشمن، سازمان‌دهی می‌کنند و تلاش می‌کنند قلمروی خود را گسترش دهند.
نقشه این بازی، شامل شش قاره (آسیا، استرالیا، اروپا، آفریقا، آمریکای شمالی و آمریکای جنوبی) و ۴۲ کشور یا منطقه (مانند افغانستان، خاورمیانه، ماداگاسکار و غیره) است. در برخی موارد این کشورها و مناطق با واقعیت همخوانی ندارند.